# Roststjärtad stenskvätta
Roststjärtad stenskvätta (Oenanthe familiaris) är en fågel i familjen flugsnappare inom ordningen tättingar.

## Utseende
Roststjärtad stenskvätta är en 14–15 cm lång enfärgat gråbrun stenskvätta med roströda örontäckare. Den är roströd även på övergumpen, liksom på de yttre stjärtpennorna som ramar in det för slätet typiska svarta ”T”-mönstret på stjärten. Karrooskvättan har längre ben, tydligare ögonring, en mer gräddorange övergump och annorlunda stjärttäckning, vilket även brunstjärtad stenskvätta har.

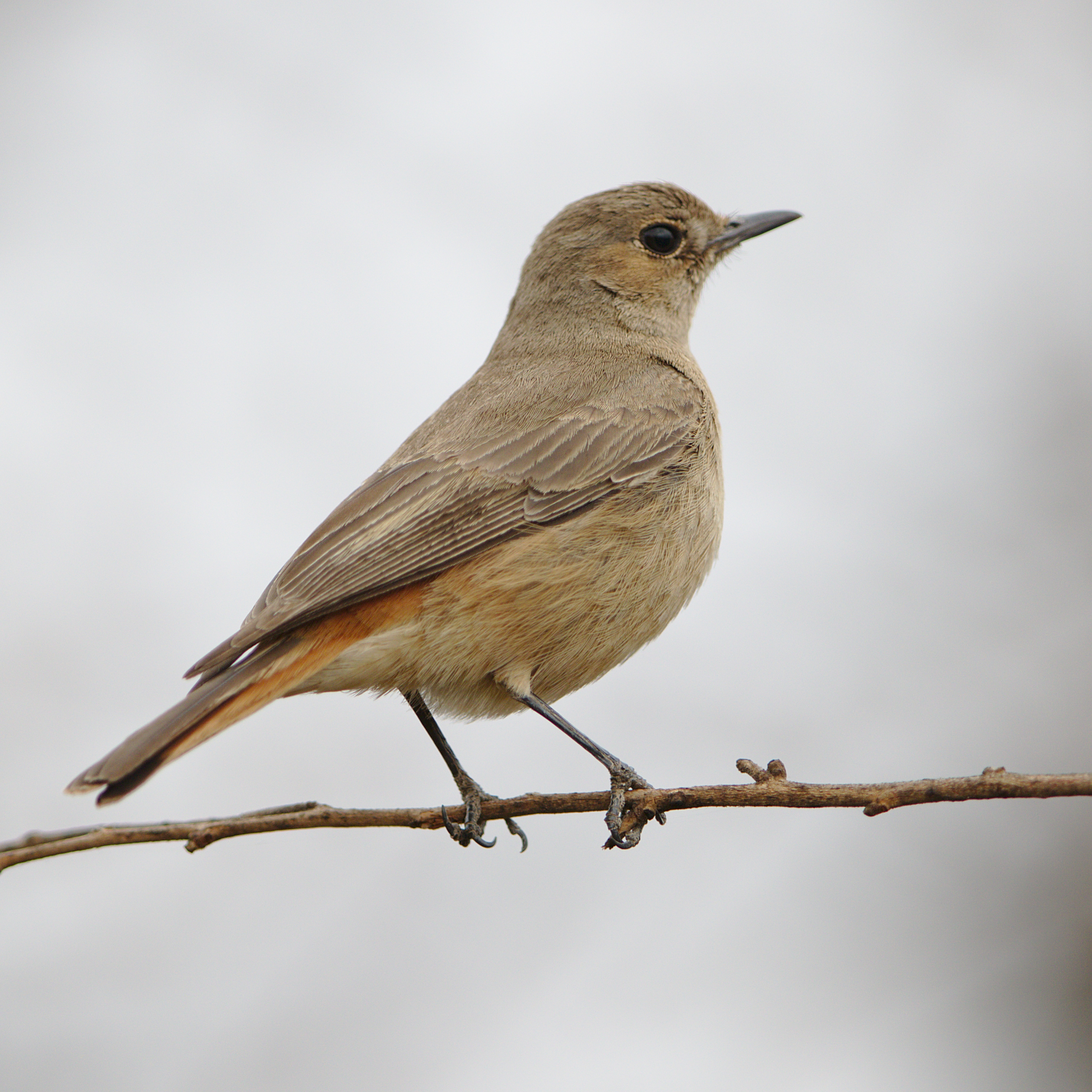
Oenanthe familiaris hellmayri

## Utbredning och systematik
Roststjärtad stenskvätta in i åtta underarter med följande utbredning:
- falkensteini – sydöstra Senegal och norra Guinea österut till södra Sudan, västra Sydsudan, nordvästra Etiopien, södra Uganda och Tanzania, söderut till Zambezidalen
- omoensis – sydöstra Sydsudan, sydvästra Etiopien, nordöstra Uganda och nordvästra Kenya
- modesta – nordöstra Angola till Malawi, Zambia, Zimbabwe och Moçambique
- angolensis – västra Angola till norra Namibia
- galtoni – östra Namibia till västra Botswana och nordvästra Sydafrika
- hellmayri – sydöstra Botswana till Zimbabwe och östcentrala Sydafrika (söderut till Fristatsprovinsen)
- actuosa – Lesotho och sydöstra Sydafrika (Östra Kapprovinsen till västra KwaZulu-Natal)
- familiaris – sydvästra Sydafrika

Underarten modesta inkluderas ofta i falkensteini.

### Släktestillhörighet
Tidigare placerades arten i släktet Cercomela, men flera DNA-studier visar att det är parafyletiskt och vissa av dem är inbäddade i stenskvättesläktet Oenanthe.

## Levnadssätt
Roststjärtad stenskvätta hittas i en rad olika miljöer, men föredrar klippiga områden, raviner och byggnader, där den ofta ses sitta väl synligt. Den ses falla ner på marken eller in i en buske på jakt efter ryggradslösa djur. Ofta knycker den på vingar samtidigt som den lyfter stjärten.

## Status
Arten har ett stort utbredningsområde och beståndet anses stabilt. Internationella naturvårdsunionen IUCN listar den därför som livskraftig (LC).